# Carpodacus edwardsii
El camachuelo de Edwards (Carpodacus edwardsii) es una especie de ave paseriforme de la familia Fringillidae propia de Asia.

## Descripción
Mide entre 16 y 17 cm de largo y pesa entre 25 y 30 g. El macho tiene la cabeza, nuca y partes superiores del cuerpo de color marrón con rayas marrones más intensas. Frente, entrecejo, barbilla, garganta y parte superior del pecho de color rosa pálido. Resto de las partes inferiores marrones rojizas. Cola marrón oscuro. La hembra es de color general marrón con líneas más oscuras. Ceja amarillenta. Barbilla y garganta más clara que el resto.

## Hábitat y distribución
Puede encontrarse en Bután, China, India, Birmania y Nepal. Sus hábitats naturales son: los bosques boreales y el matorral tropical y subtropical de gran altitud.

## Subespecies
Se han descrito dos subespecies:
- C. e. edwardsii Verreaux, 1871 - se encuentra en el sur y centro de China.
- C. e. rubicundus (Greenway, 1933) - se extiendo por el este de Nepal, Bután, nordeste de la India, sudeste del Tíbet y norte de Birmania.